# Euchromia pelewana
Euchromia pelewana är en fjärilsart som beskrevs av Swinhoe 1906. Euchromia pelewana ingår i släktet Euchromia och familjen björnspinnare. Inga underarter finns listade i Catalogue of Life.